# Mikael Pentikäinen
Mikael Pentikäinen (ur. 28 listopada 1964 w Espoo) – fiński dziennikarz i menedżer mediowy, w latach 2010–2013 redaktor naczelny dziennika „Helsingin Sanomat”.

## Życiorys
W 1990 ukończył studium dziennikarskie (Sanoman toimittajakoulu), a w 1992 studia z zakresu rolnictwa i leśnictwa. W latach 1992–1996 pracował w redakcji politycznej dziennika „Helsingin Sanomat”. Następnie do 1999 był redaktorem naczelnym porannej gazety „Etelä-Saimaa”. W latach 1999–2004 był związany z fińską agencją prasową STT jako redaktor naczelny i dyrektor generalny. W 2004 został dyrektorem zarządzającym spółki Sanoma News, odpowiadającej za branżę prasową koncerny mediowego Sanoma. W 2010 objął stanowisko redaktora naczelnego dziennika „Helsingin Sanomat”, które zajmował do 2013.
W 2013 Mikael Pentikäinen został kandydatem Partii Centrum w wyborach europejskich w 2014, nie uzyskał jednak mandatu. Był później redaktorem naczelnym gazety „Maaseudun Tulevaisuus”. W 2015 otrzymał nominację na dyrektora zarządzającego zrzeszenia przedsiębiorców Suomen Yrittäjät (od 2016).